# Mycetophila gentilicia
Mycetophila gentilicia är en tvåvingeart som beskrevs av Zaitzev 1999. Mycetophila gentilicia ingår i släktet Mycetophila och familjen svampmyggor. Arten är reproducerande i Sverige. Inga underarter finns listade i Catalogue of Life.